# Лемніу
Лемніу (рум. Lemniu) — село у повіті Селаж в Румунії. Входить до складу комуни Летка.
Село розташоване на відстані 381 км на північний захід від Бухареста, 37 км на північний схід від Залеу, 64 км на північ від Клуж-Напоки.

## Населення
За даними перепису населення 2002 року у селі проживали 482 особи, усі — румуни. Усі жителі села рідною мовою назвали румунську.